# زقة الرمل الجنوبية
زقة الرمل الجنوبية (الاسم العلمي: Ammocrypta meridiana)، نوع من جنس زقة الرمل وفصيلة أسماك الفرخ. وتوجد في تصاريف خليج موبايل في ولاية ألاباما وميسيسيبي.